# Ruine Wartstein (Württemberg)
Die Ruine Wartstein ist die Ruine einer Felsenburg auf 660 m ü. NN an einem Felshang, 150 Meter über dem Tal der Großen Lauter südwestlich des Ortsteils Erbstetten der Stadt Ehingen im Alb-Donau-Kreis in Baden-Württemberg.

## Geschichte

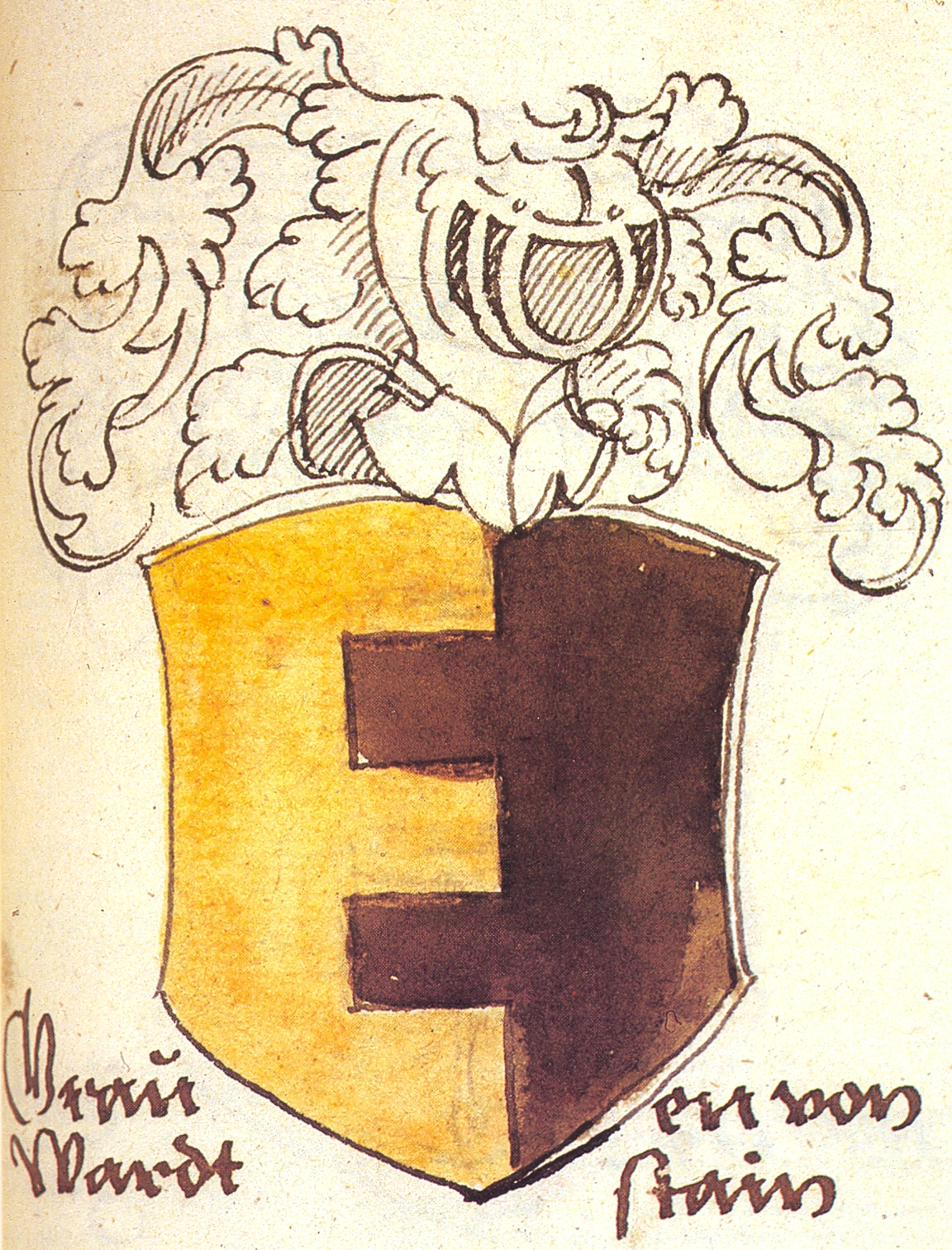
Wappen der Grafen von Wartstein

Im 12. Jahrhundert wurde die Burg von den Herren von Wartenstein auf dem Gebiet der Swerzenhuntare erbaut, 1185 wurde ein „comes de Wartstein“ urkundlich erwähnt. Am 5. März 1392 verkaufte Heinrich von Wartstein die Burg mit sämtlichen Besitzungen an die Herzöge Stephan, Friedrich und Johann von Bayern, 1394 wurde die Burg ausgebaut. Im Juli 1495 werden die Burgen Wartstein und Monsberg zerstört. Am 18. Februar 1508 wurde die Ruine Eigentum des Hans Speth von Granheim und 1848 Eigentum der Gemeinde Erbstetten. 1924 fanden Instandsetzungsarbeiten statt, 1968–1970 erfolgten weitere Instandsetzungsarbeiten und der Anbau einer Wendeltreppe.

## Beschreibung
Bei der Burganlage, mit Halsgraben, die über keine Kernburg verfügte, handelt es sich um eine Schildmauerburg in Spornlage mit einem bedeutenden Rest einer 12 Meter hohen turmartigen Schildmauer als Bergfried, in deren Schutz sich der doppelgiebelige Palas mit einer Grundfläche von 7,0 mal 10,7 Meter befand, an dessen Stirnseite noch Reste der Umfassungsmauern zu sehen sind.
Heute dient der Turm als Aussichtsturm am Hauptwanderweg 2 und Hauptwanderweg 5 des Schwäbischen Albvereins.